# Іцасо Арана
Іцасо Арана Базтан (ісп. Itsaso Arana Baztan; нар. 2 серпня 1985, Тафалья, Іспанія) — іспанська кіноакторка. Відома головним чином роллю Анни у телесеріалі «Відкрите море».

## Біографія
Народилася 2 серпня 1985 року в Тафальї.
Знімалася в таких фільмах як «Las alta pressiones» (2014), «Acantilado» (2016) та серіалах, таких як «El don de Alba» або «Vergüenza». Разом з Джонасом Труеба знялась у «La reququista» (2016) і написала лібрето до фільму «La virgen de Agosto», що вийшов у 2019 році.
У 2020 році зіграла головну роль покоївки Анни у третьому сезоні іспаномовного телесеріалу виробництва Netflix та Bambú Producciones — «Відкрите море».

## Фільмографія

### Кінострічки
- Сьогодні він не довіряє, завтра довіряє — Hoy no se fía, mañana sí (2008)
- Високий тиск — Las altas presiones (2014)
- Скеля — Acantilado (2016)
- Реконкіста — La reconquista (2016)
- Сімнадцять — Diecisiete (2019)
- Діва серпня — La virgen de agosto (2019)

### Телебачення
| Рік             | Українська назва          | Оригінальна назва                        | Роль            | Примітки |
| --------------- | ------------------------- | ---------------------------------------- | --------------- | -------- |
| 2008            | Куратор                   | El comisario                             |                 | 1 серія  |
| 2008            | Єви і колеги              | Eva y Kolegas                            | Джосун          | 21 серія |
| 2011            | 14 квітня. Республіка     | 14 de abril. La República                |                 | 2 серії  |
| 2011            | Ангел і демон             | Ángel o demonio                          |                 | 1 серія  |
| 2011            | Вбивство Карреро Бланко   | El asesinato de Carrero Blanco           | Іцар            | 2 серії  |
| 2012            | Центральна лікарня        | Hospital Central                         | Професор Палома | 1 серія  |
| 2013            | Дар Альби                 | El don de Alba                           | Андреа Сантос   | 13 серій |
| 2014            | Вбивство на вулиці Турко  | Prim, el asesinato de la calle del Turco | Йозефа          |          |
| 2016            | Карлос, король-імператор  | Carlos, rey emperador                    | Марія-Мануела   | 1 серія  |
| 2017 — 2020     | Сором                     | Vergüenza                                | Вероніка        | 10 серій |
| 2018            | Мешканці нежилого будинку | Los habitantes de la casa deshabitada    | Сільвія         |          |
| 2020            | Люди, які говорять        | Gente hablando                           |                 | 1 серія  |
| 2020            | Відкрите море             | Alta mar                                 | Анна            | 6 серій  |
| 2020 — presente | Скажи мені, хто я         | Dime quién soy                           |                 |          |
| 2021 — presente | Царі ночі                 | Los reyes de la noche                    | Марга Лафорет   | 6 серій  |